# يوغي موتو
يوغي موتو (بالإنجليزية: Yugi Mutou)‏ هو شخصية خيالية رئيسية في مسلسل الإنمي يوغي. والمسلسل يعتمد على مبارزة خيالية للوحوش.

## قصة الإنمي
تعتمد فكرة الإنمي على الحرب بين الخير والشر في صورة وحوش المبارزة.
تبدأ القصة عندما يتمكن يوغي من حل لغز احجية الألفية التي ختم بداخلها روح فرعون قديم، لا اسم له وقد فقد ذاكرته، يخبر الفرعون يوغي ان يناديه يامي ومعناه الظلام، ومنذ ذلك الحين يصبحان صديقين.
يمضي يوغي ويامي في طريقهما في المبارزة، يتعرفان خلالها على أصدقاء جدد واقربهم هم جوي وكريستن، أما تيا فهي صديقة الطفولة المقربة جدا.
يعمل جد يوغي في علم الأثار ويجد أثناء بحثه عن الآثار قطع أحجية تسمى الأحجية الألفية ويطلب من يوغي أن يحل أجزائها ويبدأ يوغي في تنفيذ طلب جده.

## اثنان من يوغي
لدي يوغي روح ثانية في جسد واحد، ففي البداية كان يعيش وحده في جسده، لكن بعدما تمكن من حل أحجية الألف التي طلبها منه جده (ستصبح هذه الأحجية ذكرى طيبة ليوجي بعد وفاة جده)، تطفلت روح جديدة وسكنت جسد يوغي، حينها اعتقد أنها مجرد شخصية البطل حينما يقوم بفك أحجية أو شيء من هذا القبيل لكن الأمر تطور كثيرا، مما دفعه للبحث عن وسيلة من أجل تواصل الروحين فيما بينهما، وفي النهاية تمكن مع العثور على هذه الطريقة، وجعل منهما صديقين.

### يوغي الاصلي
| النوع   | الوصف |
| ------- | --- |
| المظهر  | يتميز يوغي الأصلي بعيونه الكبيرة وقصر قامته إذا ما قورن بيامي، فشكله طفولي وبريء، هذا بالإضافة إلى خصلات شعره الصفراء غير المرفوعة، ومن ناحية الملابس فهو يلتزم بارتداء أكمام السترة.                                                         |
| الصوت   | صوته ذكوري لكنه أقل خشونة من صوت يامي ونبرة الكلام أرق كذلك، مع العلم أن مؤدي الصوت عبدو حكيم قام بأداء الدورين. |
| الشخصية | هذا هو الفرق الأكبر، حيث أن يوغي يبدو أكثر خجلا وأقل ثقة لذا يفهمه الآخرون على انه ضعف وهو العكس تماما، يوغي فتى لطيف يحب جدة وأصدقائه لدرجة كبيرة، يبدو أن أمنيته قبل حل الأحجية هي الحصول على اصدقاء. كما أنه هادئ ومعطاء ولا يحب الخلافات. |

### يوغي يامي
| النوع   | الوصف |
| ------- | --- |
| المظهر  | يتميز يامي بأنه أطول قامة وبكون نظرة عينيه أكثر جدية وصرامة، شعره أكثر اهتياجا (رفع الخصلات) كما انه يكتفي بوضع السترة عل الكتفين من دون ارتداء الاكمام.                                                                                                  |
| الصوت   | صوته أكثر خشونة ونبرة الصوت جادة وواثقة في نفس الوقت. |
| الشخصية | يامي أكثر ثقة من يوغي، إلا انه غير مندفع أو متهور، فهو يبدو حكيما ويعرف متى وكيف يتصرف فهو هادئ وعميق ومتزن، هو من أخرج يوغي من قوقعته، وهو في نفس الوقت يهتم لأصدقائه ويحبهم، حيث أن شخصيته المتزنة متخلخلة بشدة عندما اختفى يوغي في أحداث الاوريكالكوس. |